# Силицид натрия
Силицид натрия — бинарное неорганическое соединение
натрия и кремния с формулой NaSi,
кристаллы,
реагирует с водой.

## Получение
- Нагревание до смеси чистых веществ в атмосфере аргона:

{\displaystyle {\mathsf {Na+Si\ {\xrightarrow {700^{o}C}}\ NaSi}}}

## Физические свойства
Силицид натрия образует кристаллы с металлическим блеском
моноклинной сингонии,
пространственная группа C 2/c,
параметры ячейки a = 1,219 нм, b = 0,655 нм, c = 1,118 нм, β = 119°, Z = 16.
В мелкодисперсном состоянии самовоспламеняется на воздухе.

## Химические свойства
- С водой с разбавленными кислотами реагирует взрывоподобно.